# Uda (cesarz)
Uda (jap. 宇多天皇 Uda tennō; ur. 10 czerwca 867 – zm. 3 września 931) – 59. cesarz Japonii, według tradycyjnego porządku dziedziczenia. Panował od 5 grudnia 887 do 4 sierpnia 897.
Przed objęciem tronu nosił imię Sadami (定省). Abdykował na rzecz swojego syna, który przybrał imię Daigo. Cesarz Uda prowadził dziennik w języku chińskim, znany pod tytułami Zapiski świętego władcy z okresu Kanpyou, Szanowne zapiski Uda, Szanowne zapiski cesarza Uda. Dziennik ten przetrwał w postaci około pięćdziesięciu rozproszonych fragmentów z lat 887–897 cytowanych w innych źródłach.
Mauzoleum cesarza Uda znajduje się w Kioto. Nazywa się ono Ōuchiyama no misasagi (大内山陵).